# Жоржиньйо (футболіст, 1964)
Жорже де Аморім Олівейра Кампос (порт. Jorge de Amorim Campos, нар. 17 серпня 1964, Ріо-де-Жанейро), більш відомий як Жоржи́ньйо (порт. Jorginho) — бразильський футболіст, що грав на позиції захисника. По завершенні ігрової кар'єри — футбольний тренер.
Виступав за низку бразильських клубів, а також німецькі «Баєр 04» та «Баварію» і японську «Касіму Антлерс», а також національну збірну Бразилії, у складі якої став чемпіоном світу та фіналістом Кубка Америки.

## Клубна кар'єра
Народився 17 серпня 1964 року в місті Ріо-де-Жанейро. Вихованець футбольної школи клубу «Америка» (Ріо-де-Жанейро), де він до 13 років грав на позиції центрального захисника, а потім, через занадто невисокий зріс, став грати на фланзі оборони.
Дорослу футбольну кар'єру розпочав 1983 року в основній команді того ж клубу, в якій провів два сезони, взявши участь у 20 матчах чемпіонату.
Своєю грою на переможному для бразильців чемпіонаті світу серед юніорів привернув увагу представників тренерського штабу клубу «Фламенго», до складу якого приєднався на початку 1985 року. У «Фламенго» Жоржиньйо замінив Леандро, який через проблеми з колінами був змушений грати в центрі оборони. Його дебютною грою став матч 15 липня 1985 року проти «Ботафого», в якому «Фла» переміг 1:0. Жоржиньйо виступав за «Фламенго» протягом 5 років та допоміг клубу виграти чемпіонат штату Ріо-де-Жанейро та чемпіонат Бразилії. Всього за «Фламенго» Жоржиньйо провів 246 матчів та забив 8 голів
1989 року уклав контракт з клубом «Баєр 04». Ця команда грала за схемою 5-3-2 або 3-5-2, з двома крайніми захисниками, які закривали всю «бровку» поля. Завдяки цій тактиці, Жоржиньйо зміг розкритися і в наступальних діях, часто ассистуючи партнерам та інколи навіть забиваючи сам. У складі «фармацевтів» провів три роки своєї кар'єри гравця. Більшість часу, проведеного у складі «Баєра», був основним гравцем захисту команди.
З 1992 року три сезони захищав кольори «Баварії», з якою став чемпіоном Німеччини та володарем Кубка УЄФА. Однак, якщо в перших двох сезонах Жоржиньйо здебільшого виходив на поле в основному складі, то в третьому він провів лише 10 ігор — його «витіснив» зі складу молодий новачок команди Маркус Баббель.
1995 року Жоржиньйо виїхав до Японії, перейшовши, за запрошенням колишнього партнера по «Фламенго», Зіку, в клуб «Касіма Антлерс». Там бразилець провів 4 роки, виграв два чемпіонати Японії, Кубок Японії і один раз був визнаний найкращим гравцем чемпіонату
1999 року Жоржиньйо повернувся до Бразилії, де виступав за клуби «Сан-Паулу» та «Васко да Гама».
Завершив професійну ігрову кар'єру у клубі «Флуміненсе», за команду якого виступав протягом 2001–2003 років.

## Виступи за збірну
З 1983 року виступав в олімпійській збірній, разом з якою виграв срібну медаль на Панамериканських іграх в 1983 році та на Олімпійських іграх в Сеулі 1988 року. Крім того, 1983 року також став віце-чемпіоном Південної Америки до 19 років, а також вигравав з командою чемпіонат світу (U-20).
1987 року дебютував в офіційних матчах у складі національної збірної Бразилії. Того ж року у складі команди був учасником розіграшу Кубка Америки 1987 року в Аргентині, де бразильці несподівано не змогли вийти з групи.
Після цього у складі збірної був учасником двох поспіль чемпіонатів світу — чемпіонату світу 1990 року в Італії та чемпіонату світу 1994 року у США, здобувши того року титул чемпіона світу.
Після цього був учасником розіграшу Кубка Америки 1995 року в Уругваї, де разом з командою здобув «срібло».
Протягом кар'єри у національній команді, яка тривала 10 років, провів у формі головної команди країни 64 матчі, забивши 3 голи.

## Кар'єра тренера
Тренерську кар'єру Жоржиньйо розпочав 2005 року, очоливши «Америку», де починав і свою ігрову кар'єру. Молодий наставник провів з командою 14 матчів і був звільнений, після серії невдалих матчів.
31 липня 2006 року Жоржиньйо був призначений помічником Дунги у збірній Бразилії. Також у двох іграх, зі Швецією та Північною Ірландією, Жоржиньйо самостійно тренував збірну через дискваліфікацію Дунги, причому обидва матчі бразильці виграли.
29 серпня 2010 року був оголошений новим тренером «Гояса». 8 жовтня того ж року, не витримавши напору правління і практично вилетівши з командою в Серію B, був звільнений.
1 березня 2011 року став новим тренером «Фігейренсе» і після вдалого сезону в Серії А 2011 року (7 місце) покинув клуб, заявивши, що шукає «нові виклики» і в кінці 2011 року очолив японський клуб «Касіма Антлерс», з якою виграв кубок японської ліги 2012 року.
17 березня 2013 Жоржиньйо очолив «Фламенго». Проте невдалі виступи в Кубку Ріо і на початку нового чемпіонати призвели до чого, що вже 6 червня він був звільнений.
25 серпня 2013 року став головним тренером «Понте-Прети». Під його командуванням команда опустилась до Серії Б, але дійшла до фіналу Кубка Лібертадорес. Незважаючи на це 13 грудня 2013 клуб оголосив, що тренер не буде продовжити свою роботу з командою.
Протягом частини 2014 року очолював еміратський клуб «Аль-Васл», після чого повернувся на батьківщину, ставши головним тренером команди «Васко да Гама». У подальшому тренував ще низку бразильських клубних команд.

## Статистика

### Клубна
| Чемпіонат | Чемпіонат        | Чемпіонат  | Ліга | Ліга                            | Кубок            | Кубок            | Кубок ліги           | Кубок ліги           | Всього | Всього |
| Сезон     | Клуб             | Ліга       | Ігри | Голи                            | Ігри             | Голи             | Ігри                 | Голи                 | Ігри   | Голи   |
| Бразилія  | Бразилія         | Бразилія   | Ліга | Ліга                            | Кубок Бразилії   | Кубок Бразилії   | Кубок Ліги           | Кубок Ліги           | Всього | Всього |
| --------- | ---------------- | ---------- | ---- | ------------------------------- | ---------------- | ---------------- | -------------------- | -------------------- | ------ | ------ |
| 1983      | «Америка»        | Серія А    | 8    | 0                               |                  |                  |                      |                      | 8      | 0      |
| 1984      | «Америка»        | Серія А    | 12   | 0                               |                  |                  |                      |                      | 12     | 0      |
| 1985      | «Фламенго»       | Серія А    | 12   | 0                               |                  |                  |                      |                      | 12     | 0      |
| 1986      | «Фламенго»       | Серія А    | 21   | 1                               |                  |                  |                      |                      | 21     | 1      |
| 1987      | «Фламенго»       | Серія А    | 15   | 1                               |                  |                  |                      |                      | 15     | 1      |
| 1988      | «Фламенго»       | Серія А    | 7    | 0                               |                  |                  |                      |                      | 7      | 0      |
| 1989      | «Фламенго»       | Серія А    | 0    | 0                               |                  |                  |                      |                      | 0      | 0      |
| Німеччина | Німеччина        | Німеччина  | Ліга | Ліга                            | Кубок Німеччини  | Кубок Німеччини  | Кубок німецької ліги | Кубок німецької ліги | Всього | Всього |
| 1989/90   | «Баєр 04»        | Бундесліга | 30   | 2                               |                  |                  |                      |                      | 30     | 2      |
| 1990/91   | «Баєр 04»        | Бундесліга | 30   | 2                               |                  |                  |                      |                      | 30     | 2      |
| 1991/92   | «Баєр 04»        | Бундесліга | 37   | 5                               |                  |                  |                      |                      | 37     | 5      |
| 1992/93   | «Баварія»        | Бундесліга | 33   | 3                               |                  |                  |                      |                      | 33     | 3      |
| 1993/94   | «Баварія»        | Бундесліга | 24   | 2                               |                  |                  |                      |                      | 24     | 2      |
| 1994/95   | «Баварія»        | Бундесліга | 10   | 1                               |                  |                  |                      |                      | 10     | 1      |
| Японія    | Японія           | Японія     | Ліга | Ліга                            | Кубок Імператора | Кубок Імператора | Кубок Джей-ліги      | Кубок Джей-ліги      | Всього | Всього |
| 1995      | «Касіма Антлерс» | Джей-Ліга  | 29   | 8                               | 3                | 0                | -                    | -                    | 32     | 8      |
| 1996      | «Касіма Антлерс» | Джей-Ліга  | 26   | 2                               | 1                | 1                | 13                   | 1                    | 40     | 3      |
| 1997      | «Касіма Антлерс» | Джей-Ліга  | 31   | 5                               | 5                | 4                | 12                   | 7                    | 48     | 16     |
| 1998      | «Касіма Антлерс» | Джей-Ліга  | 17   | 2                               | 0                | 0                | 3                    | 1                    | 20     | 3      |
| Бразилія  | Бразилія         | Бразилія   | Ліга | Ліга                            | Кубок Бразилії   | Кубок Бразилії   | Кубок Ліги           | Кубок Ліги           | Всього | Всього |
| 1999      | «Сан-Паулу»      | Серія А    | 18   | 1                               |                  |                  |                      |                      | 18     | 1      |
| 2000      | «Васко да Гама»  | Серія А    | 28   | 1                               |                  |                  |                      |                      | 28     | 1      |
| 2001      | «Васко да Гама»  | Серія А    | 6    | 1                               |                  |                  |                      |                      | 6      | 1      |
| Країна    | Бразилія         | Бразилія   | 127  | 5\|\|\|\|\|\|\|\|\|\|127\|\|5   |                  |                  |                      |                      |        |        |
| Країна    | Німеччина        | Німеччина  | 164  | 15\|\|\|\|\|\|\|\|\|\|164\|\|15 |                  |                  |                      |                      |        |        |
| Країна    | Японія           | Японія     | 103  | 17                              | 9                | 5                | 28                   | 9                    | 140    | 31     |
| Всього    | Всього           | Всього     | 394  | 37                              | 9                | 5                | 28                   | 9                    | 431    | 51     |

### Збірна
| Збірна Бразилії | Збірна Бразилії | Збірна Бразилії |
| Роки            | Ігри            | Голи            |
| --------------- | --------------- | --------------- |
| 1987            | 1               | 1               |
| 1988            | 7               | 1               |
| 1989            | 10              | 0               |
| 1990            | 7               | 0               |
| 1991            | 1               | 0               |
| 1992            | 2               | 1               |
| 1993            | 13              | 0               |
| 1994            | 12              | 0               |
| 1995            | 11              | 0               |
| Всього          | 64              | 3               |

### Тренерська
| Клуб          | Ігор | В  | Н  | П  |
| ------------- | ---- | -- | -- | -- |
| «Флуміненсе»  | 1    | 0  | 1  | 0  |
| «Гояс»        | 20   | 6  | 4  | 10 |
| «Фігейренсе»  | 47   | 21 | 14 | 12 |
| «Фламенго»    | 14   | 7  | 4  | 3  |
| «Понте-Прета» | 30   | 8  | 10 | 12 |

## Досягнення

### Гравець

#### Командні
- Чемпіон світу (U-20): 1983
- Чемпіон Південної Америки (U-20): 1983
- Срібний призер Панамериканських ігор: 1983
- Чемпіон штату Ріо-де-Жанейро: 1986
- Чемпіон Бразилії: 1987 (Копа Уніан)
- Срібний олімпійський призер: 1988
- Володар Кубка Америки: 1989
- Срібний призер Кубка Америки: 1995
- Чемпіон світу: 1994
- Володар Кубка Стенлі Роуза: 1995
- Чемпіон Німеччини: 1993-94
- Чемпіон Японії: 1996, 1998
- Володар Кубка Імператора Японії: 1997
- Володар Кубка Джей-ліги: 1997
- Володар Суперкубка Японії: 1998
- Володар Кубка Меркосул: 2000
- Володар Кубка Жоао Авеланжа: 2000

#### Особисті
- Найцінніший гравець Джей-ліги: 1996

### Тренерські
- Володар Кубка Джей-ліги: 2012
- Володар Кубка банку Суруга: 2012